# بورتلاويس
بورتلاويس (/pɔːrtˈliːʃ/ port-LEESH)، أو بورت لاويز (Irish: ‎[ˌpˠɔɾˠt̪ˠˈl̪ˠiːʃə]‏)، هي مدينة مقاطعة ليش، أيرلندا. تقع في جنوب ميدلاندز في إقليم لينستر.